# Leave No One Behind: la Drang
Leave No One Behind: la Drang je česká strategická videohra z roku 2022. Hra vyšla 2. března 2022. Stojí za ní studio Gaming 301. Hra je zasazena do období války ve Vietnamu. Jedná se o realtimovou strategii inspirovanou sérií Ultimate General.

## Hratelnost
Hráč se ujímá amerických jednotek jež v roce 1965 bojovaly s armádou Severního Vietnamu v oblasti přistávací zóny X-Ray a Albany vedle tábora speciálních jednotek Plei Me. Mise v kampani jsou inspirovány skutečnými událostmi. Hráč si může přivolat na pomoc dělostřelectvo či leteckou podporu. Taktéž může přivolat helikoptéru jež zajistí odvoz padlých a raněných. Hráč si přitom musí dávat pozor na své jednotky, aby je nenechal na pospas osudu, kdy raněné je třeba přesunout z bojiště, aby byli ošetřeni a padlé aby mohli mít důstojný pohřeb. Vojáci přitom postupně získávají zkušenosti a stávají se v boji efektivnější. Velký důraz je kladen na zajištění logistiky, aby vojákům nedošla munice atd.